# Mozsgó, Baranya
Mozsgó este un sat în districtul Szigetvár, județul Baranya, Ungaria, având o populație de 1.008 locuitori (2011). 

## Demografie
Componența etnică a satului Mozsgó
     Maghiari (91,82%)
     Romi (4,46%)
     Germani (1,73%)
     Necunoscut (1,36%)
     Croați (0,62%)
     Alții (1,36%)
Componența confesională a satului Mozsgó
     Romano-catolici (43,25%)
     Fără religie (13,79%)
     Reformați (3,37%)
     Necunoscută (38,89%)
     Alte religii (1,09%)
Conform recensământului din 2011, satul Mozsgó avea 1.008 locuitori. Din punct de vedere etnic, majoritatea locuitorilor (91,82%) erau maghiari, existând și minorități de romi (4,46%) și germani (1,73%). Apartenența etnică nu este cunoscută în cazul a 1,36% din locuitori. Nu există o religie majoritară, locuitorii fiind romano-catolici (43,25%), persoane fără religie (13,79%) și reformați (3,37%). Pentru 38,89% din locuitori nu este cunoscută apartenența confesională.